# CN-105 F1
Pour les articles homonymes, voir Canon de 105 mm.
Le canon CN-105 F1 est un modèle de canon antichar de calibre 105 mm de 56 calibres utilisé par l’AMX-30 depuis 1966. 

## Historique

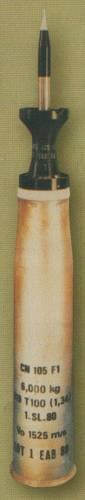
Obus flèche pour le CN-105 F1.

Il est dessiné à l'Établissement central de l'armement terrestre de Saint-Cloud et mis au point par l'atelier de Bourges vers la fin de 1950. 
Une version raccourcie de ce canon a été utilisée sur les M-51 "Super Sherman (en)", version israélienne améliorée du char américain M4 Sherman.

## Caractéristiques

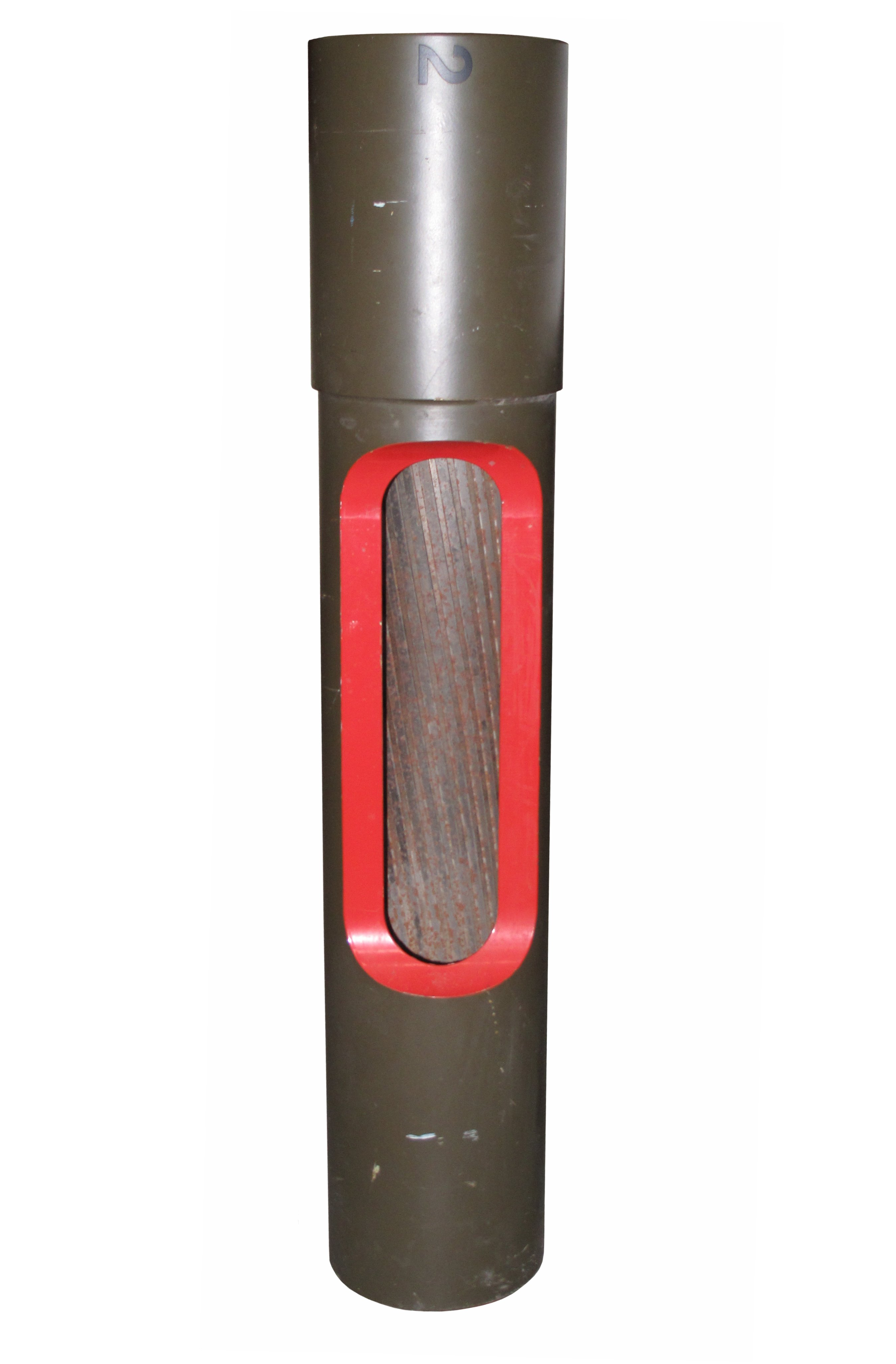
Coupe du tube.

Sa conception découle de celle du CN-105-57 (en) utilisé sur l'AMX-13. Le canon de série d'une longueur de 5,9 m reçoit la désignation officielle de « Cn 105 Mle 62 ».
Le canon ne dispose pas d'un frein de bouche, il est couplé à un système d'amortissement du recul qui comprend deux freins de tir hydrauliques diamétralement opposés et un récupérateur oléo-pneumatique d'extension maximale de 400 mm. La hausse de combat standard est de 1 100 m et à une précision permettant de faire but à 3 km.